# Sarah Akanji
Sarah Akanji (* 1993) ist eine Schweizer Fussballspielerin und Politikerin der Sozialdemokraten. Von 2019 bis 2023 war sie Mitglied im Zürcher Kantonsrat.

## Leben
Sarah Akanji wuchs in Wiesendangen auf. Sie studierte Politik und Geschichte und arbeitet als Wahlkampf-Mitarbeiterin auf dem SP-Parteisekretariat. Im Jahr 2019 wurde sie in den Zürcher Kantonsrat gewählt und erzielte in diesem Jahr in Winterthur mit Abstand das beste Ergebnis. Dort nahm sie Einsitz in der Kommission für Bildung und Kultur. 2022 gab sie bekannt, dass sie 2023 nicht zur Wiederwahl antreten werde. Als Begründung gab sie an, dass sie in Zuschriften und Onlinekommentaren wiederholt rassistisch und sexistisch verbal angegriffen und diffamiert worden sei. Auch ein Grund sei, dass sie sich auf ihr Masterstudium konzentrieren wolle.
Im Juli 2016 gründete Akanji die erste Frauenmannschaft des FC Winterthur mit. Ende Mai 2019 forderte Akanji eine Entschuldigung von Fussballfans des Fussballclubs FC Schaffhausen, die mit einem Transparent offen zu Gewalt an Frauen aufgerufen hatten.
Akanjis Mutter machte eine Lehre bei der Schweizerischen Post, ihr Vater stammt aus Nigeria und hat in Boston Wirtschaft studiert. Ihr Bruder Manuel Akanji spielt bei Manchester City und ist Mitglied der Schweizer Nationalmannschaft. Sarah Akanji ist Doppelbürgerin und wohnt in Winterthur.
Seit Oktober 2023 ist sie Hostin des Podcast «Steilpass», der sich mit Frauenfussball beschäftigt.